# Yerbal (udde i Antarktis)
Yerbal är en udde i Antarktis. Den ligger i Västantarktis. Argentina, Chile och Storbritannien gör anspråk på området.
Terrängen inåt land är platt. Havet är nära Yerbal åt nordost. Trakten är obefolkad. Det finns inga samhällen i närheten.